# Vozmezdie
Vozmezdie (russisk: Возмездие) er en sovjetisk spillefilm fra 1967 af Aleksandr Stolper.

## Medvirkende
- Kirill Lavrov som Ivan Sinzov
- Anatolij Papanov som Serpilin
- Ljudmila Krylova som Tanja Ovsjannikova
- Aleksandr Plotnikov som Kuzmitj
- Jurij Stoskov som Levasjov